# Amatori Rugby Milano 1992-1993

## Campionato di serie A1 1992-93

### Stagione regolare
| Incontro                         | Andata | Ritorno |
| -------------------------------- | ------ | ------- |
| Amatori Milano - Casale          | 81-19  | 16-23   |
| San Donà - Amatori Milano        | 12-19  | 12-23   |
| Amatori Milano - Calvisano       | 33-19  | 62-17   |
| Lyons - Amatori Milano           | 17-18  | 0-92    |
| Amatori Milano - Petrarca        | 51-19  | 33-25   |
| Rugby Roma - Amatori Milano      | 23-35  | 14-81   |
| Amatori Milano - Benetton        | 33-19  | 16-10   |
| L’Aquila - Amatori Milano        | 13-14  | 17-51   |
| Amatori Milano - Parma           | 55-13  | 36-14   |
| Amatori Milano - Rovigo          | 33-27  | 28-17   |
| Amatori Catania - Amatori Milano | 3-60   | 18-54   |

#### Risultati della stagione regolare
| Posizione | G  | V  | N | P | PF  | PS  | DP   | Pt |
| --------- | -- | -- | - | - | --- | --- | ---- | -- |
| 1ª        | 22 | 21 | 0 | 1 | 952 | 352 | +600 | 42 |

### Play-off scudetto
| Incontro | Incontro                          | Andata | Ritorno |
| -------- | --------------------------------- | ------ | ------- |
| QF       | Amatori Milano - CUS Roma         | 100-20 | 73-15   |
| SF       | Amatori Milano - Petrarca         | 43-9   | 52-17   |
| F        | Amatori Milano - Benetton Treviso | 41-15  | 41-15   |